# 傀儡戲

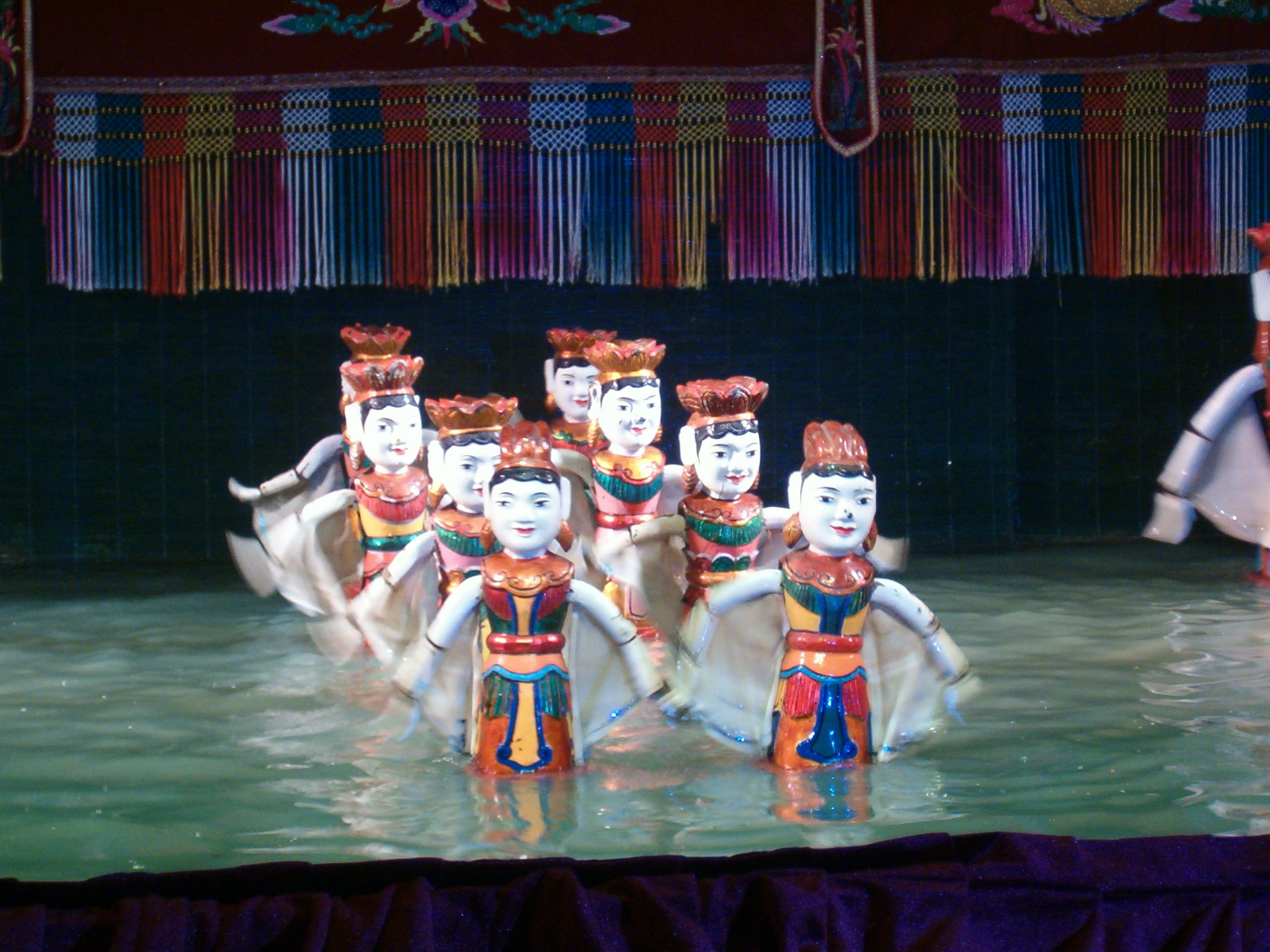
越南水上木偶戲

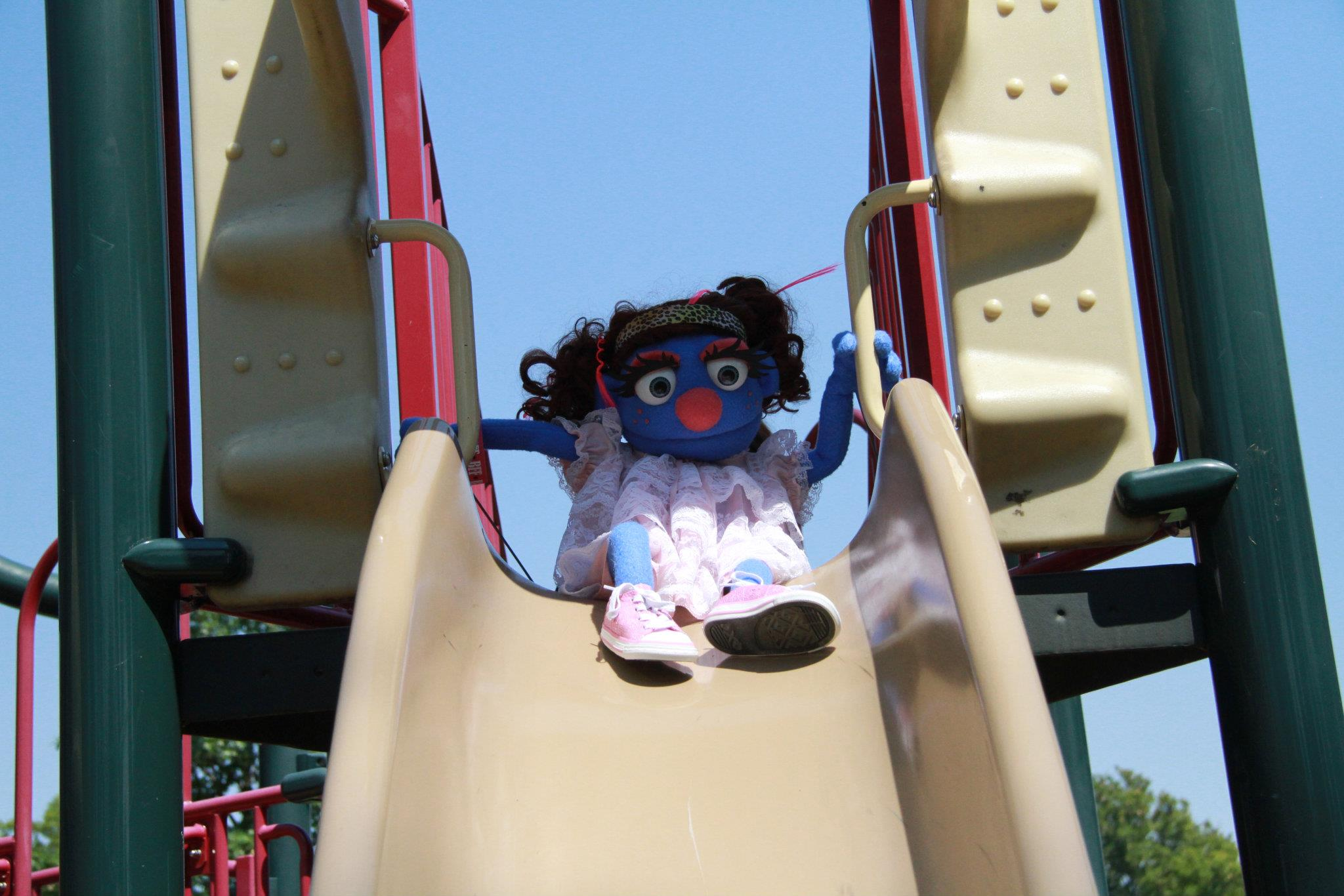
傀儡Bleeckie Streetie，在YouTube上出現。

傀儡戲，又叫木偶劇、木偶戲、人偶戲、人偶剧、人形剧，是一種不以真人演出，而以操控傀儡的方式演出的戲劇，有許多種類。

## 歷史

### 亞洲
根據出土文物與歷史資料顯示，傀儡戲是中國歷史上最早出現具有表演功能的戲劇。據說古代葬禮中用來殉葬的「俑」，與傀儡戲有直接而深遠的關係。《通典》則云：“《窟礌子》作偶人以戲，善歌舞，本喪家樂也。漢末始用之于嘉會。”《樂府雜錄》以為起于漢高祖被冒顿圍於平城，平城正西是冒顿的阏氏把守，謀臣陳平知阏氏爱忌妒，製造了會動的美人木偶來解圍。唐代謝觀為此作了《漢以木女解平城圍賦》。杜佑《笔麈》中的记载：“傀儡，汉末使用于嘉会，北齐高纬尤好之”，“今俗悬丝而戏，谓之偶人，以手持其末，出其帏帐之上(外)。”“郭郎”与“鲍老”是傀儡戏史中对傀儡的两个称谓。《后山诗话》载宋楊億《傀儡诗》：“鲍老当筵笑郭郎，笑他舞袖太郎当，若教鲍老当筵舞，转觉郎当舞袖长。” 《都城纪胜·瓦舍众伎》中提到了4种傀儡：“弄悬丝傀儡（起于陈平六奇解围）、杖头傀儡、水傀儡、肉傀儡（以小儿后生辈为之）。凡傀儡敷演烟粉灵怪故事、铁骑公案之类，其话本或如杂剧，或如崖词，大抵多虚少实，如巨灵神朱姬大仙之类是也。”
在亞洲不少地區，傀儡戲原本最重要的功能是驅除邪煞，這種習俗一直延續下來。到現在驅除邪煞變成民間傀儡戲主要的功能之一。這種特殊的社會功能，使傀儡戲具有神秘的宗教色彩，這也是傀儡戲跟其他種類的戲劇非常不同的地方。

## 種類

### 汉字文化圈

#### 大中华地区
中國大陸：皮影戲、懸絲傀儡、水上木偶戲、布袋戲、药发傀儡、杖頭傀儡等
香港：木偶戲（木頭公仔戲）、皮影戲等
臺灣：皮影戲、布袋戲、懸絲傀儡
越南：水傀儡
日本：文樂又稱人形淨琉璃
朝鮮半島：郭禿角試戲

### 其他东南亚
泰國：Hun Krabok
爪哇：wayang kulit（皮影戲的一種）

## 特攝
木偶戲被攝制後，用於電視、電影放映，一般被歸入特攝。

### 维基文库
[在维基数据编辑]
 《欽定古今圖書集成·博物彙編·藝術典·傀儡部》，出自陈梦雷《古今圖書集成》

## 外部連結
- Puppetry Art Center of Taipei 台北偶戲館 （页面存档备份，存于）
- 台灣的傀儡戲 - 政治大學圖書館
- 傀儡戲 - 中華百科全書 （页面存档备份，存于）
- 公益财团法人东洋文库 中国木偶戏关联照片数据库 （页面存档备份，存于）
- 魁儡戲－走關（9之1） （页面存档备份，存于），宜蘭縣福龍軒傀儡劇團演出，呂炳川錄製，臺灣音樂館典藏